# Fundusz Zapobiegania Narkomanii
Fundusz Zapobiegania Narkomanii – centralny fundusz celowy istniejący w latach 1985–1990, ustanowiony w celu podejmowania działalności wychowawczej, profilaktycznej, rehabilitacyjnej oraz resocjalizacyjnej osób uzależnionych.

## Powołanie Funduszu
Na podstawie ustawy z 1985 r. o zapobieganiu narkomanii utworzono Fundusz Zapobiegania Narkomanii.

## Przeznaczenie środków Funduszu
Środki funduszu przeznaczane były na działalność profilaktyczną, leczniczą, rehabilitacyjną, readapcyjną, resocjalizacyjną, inwestycje i remonty kapitalne, na prace naukowo-badawcze i inne wydatki w zakresie zapobiegania narkomanii.

## Dochody Funduszu
Dochodami Funduszu były:
- wpłaty z budżetu centralnego w  wysokości do 1% wartości sprzedaży napojów alkoholowych w skali rocznej,
- dobrowolne wpłaty, darowizny, zapisy oraz środki przekazywane przez fundacje,
- nawiązki orzeczone przez sąd na mocy przepisów niniejszej ustawy,
- inne dochody ustalone przez Radę Ministrów.

Środkami Funduszu dysponował Minister Zdrowia i Opieki Społecznej.

## Zniesienie Funduszu
Na podstawie ustawy z 1990 r. o zniesieniu i likwidacji niektórych funduszy zniesiono Fundusz Zapobiegania Narkomanii.